# Teatro Municipal Castro Mendes
O Teatro Municipal “José de Castro Mendes”, mas conhecido como Teatro Castro Mendes, é atualmente o maior e principal teatro público da cidade de Campinas, no interior do estado de São Paulo, Brasil. Localiza-se na Vila Industrial.
Possui capacidade para 760 espectadores,  palco em estilo italiano, sua boca de cena tem 15 m de cumprimento e 5,95 m de altura, as aberturas das cortinas permitem um vão livre de 14 m, a profundidade do palco é de 14,90 m e a altura do urdimento é de 16 m. É sede da Orquestra Sinfônica Municipal de Campinas.

## História

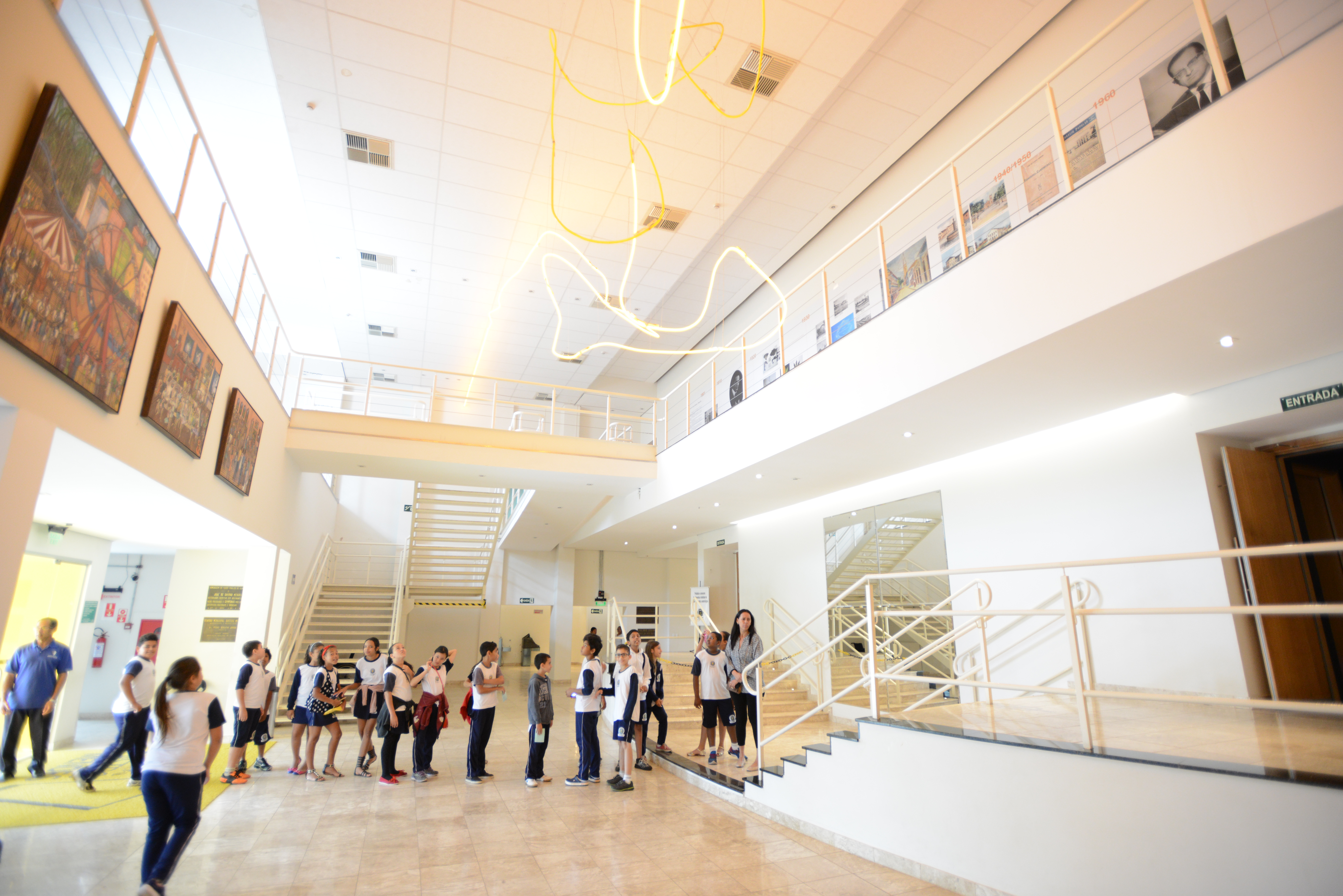
Hall de entrada do teatro.

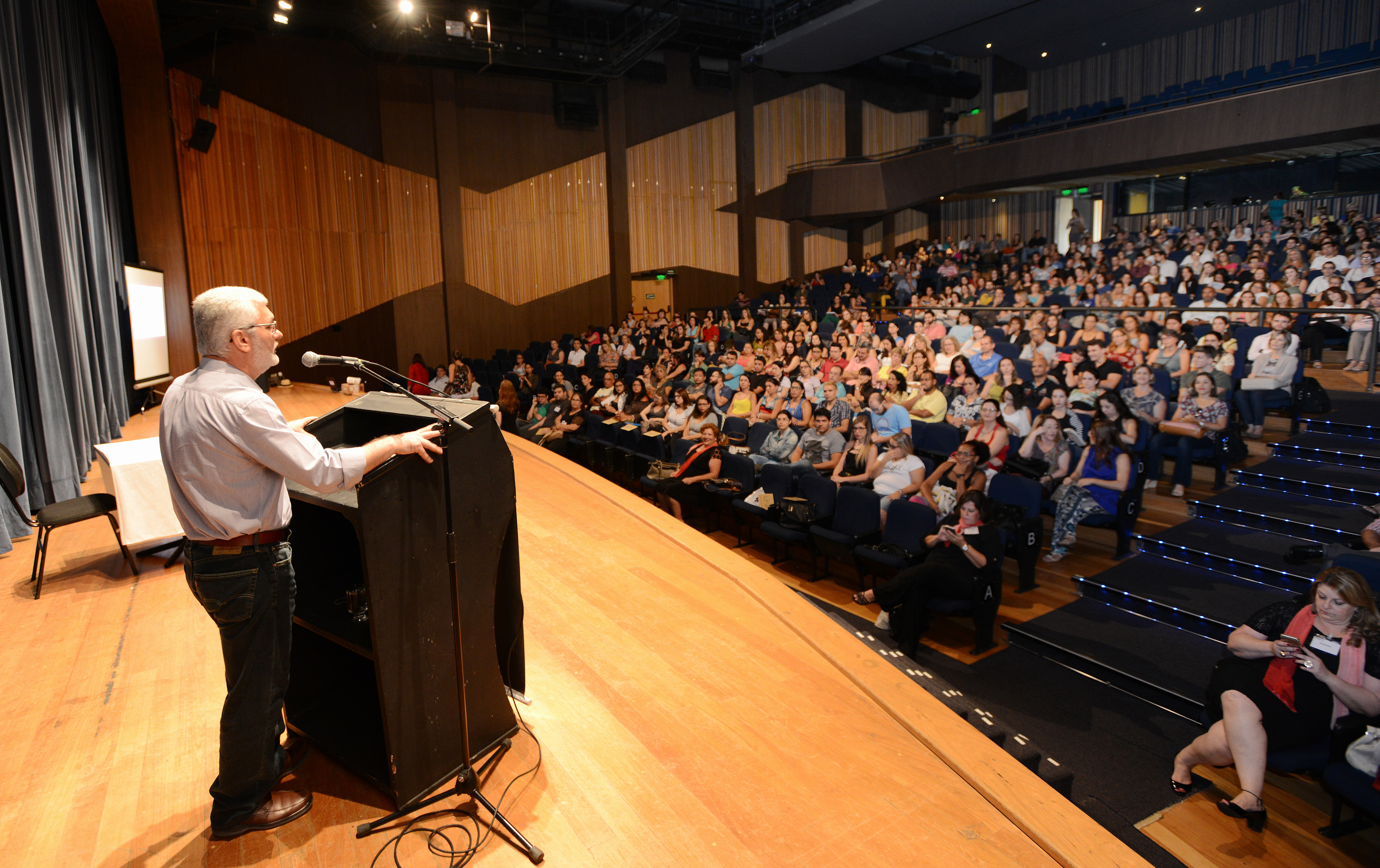
Interior do Teatro visto a partir do palco.

Foi inaugurado em 1970, em comemoração do centenário  da 1ª  apresentação da ópera "Il Guarany", do maestro campineiro Antônio Carlos Gomes, na cidade de Milão, em 19 de março de 1870, no Teatro alla Scala.
Nesta apresentação inaugural da ópera o Guarani,  estreava como Peri  o tenor campineiro Cesar Antonio d'Ottaviano. Isso se deu após 5 anos da demolição do Teatro Municipal da cidade, numa tentativa de suprir a lacuna deixada por este.
O local foi adaptado a partir do prédio do antigo cinema da Vila Industrial, o Cine Casablanca, não possuindo traços arquitetônicos marcantes, nem a boa acústica comum aos grandes teatros de ópera ou casas de concerto internacionais.
Este cinema só foi adquirido pela prefeitura por força de uma comitiva de artistas da cidade, da qual integrava o tenor Cesar Antonio d'Ottaviano, Tarcisio Pieroni, Luiz Mazali Filho, Maria Tereza Quintino de Godoy e outros, que suplicaram ao então prefeito Orestes Quércia a compra do prédio para as homenagens do centenário da estreia da obra-prima de Gomes.
Por erro, alguns alegam que o teatro foi inaugurado em 1974, inclusive no próprio teatro onde há exposição de sua história, porém quem fez o relato, desconhece a verdadeira história que permeia a compra do prédio. Campinas não fez nenhuma menção dessa estreia e mais , apagou da sua história o nome desses grandes artistas.
No Museu da Imagem e do Som, bem como no acervo do Cetro de Ciências Letras e Artes, guardam os documentos em áudio (fornecidos por Henrique de Oliveira Júnior, que  fez a gravação em fita de rolo do evento) e fotos dessa estreia.
Em 1997, o Teatro José de Castro Mendes passou por novas reformas, ficando a cargo da Prefeitura de Campinas, do Departamento de Obras e Serviços Públicos, sob a coordenação do Diretor Miguel Padilha, e da Coordenadoria do Patrimônio Cultural, contando com as arquitetas Ana Villanueva e Deborah Tonon. Os serviços executados foram: " revestimento acústico, substituição do piso do palco, reabertura do fosso para a Orquestra Sinfônica, instalação de equipamentos de cenotecnia, inclusive passarela para iluminação frontal do palco, sala de cênica, instalação de carpete no piso da plateia, colocação de poltronas estofadas com assento e encosto rebatíveis, iluminação e sinalização de emergência, reativação do sistema de prevenção de incêndios (hidrantes e extintores), instalação de novo piso de mármore no foyer, bem como pintura e iluminação, reforma geral de todos sanitários, incluindo sanitários para deficientes físicos, revisão elétrica e hidráulica geral, execução de nova escadaria de acesso principal com marquise metálica e vidros coloridos para proteção das chuvas, abertura de rua de acesso ao teatro, melhoria geral nos camarins, com recuperação dos sanitários, iluminação adequada".
Em meados de 2007, após encontrar-se no mais completo abandono, o teatro foi fechado para reformas, as quais só foram concluídas no final de 2012. O teatro foi  reinaugurado no dia 05 de dezembro de 2012 e teve uma fachada planejada pelo arquiteto Otto Felix.
No ano de 2014 a prefeitura conseguiu desapropriar um terreno ao lado da Praça Correia de Lemos para criação de um bolsão de estacionamento. A solicitação partiu da Secretaria de Cultura, devido a um antigo problema de falta de um local apropriado para os visitantes estacionarem seus carros nas imediações do teatro.